# Dichorisandra neglecta
Dichorisandra neglecta là một loài thực vật có hoa trong họ Commelinaceae. Loài này được Brade mô tả khoa học đầu tiên năm 1957.